# 弗兰切斯卡·皮奇尼尼
弗兰切斯卡·皮奇尼尼（義大利語：Francesca Piccinini，1979年1月10日—），意大利女子排球運動員，生於意大利的Pietrasanta，球衣號碼為12號，負責主攻。曾参加2004年、2008年和2012年三届夏季奥运。